# Friedrichsaue (Solingen)
Friedrichsaue ist eine Ortslage im Süden der bergischen Großstadt Solingen.

## Lage und Beschreibung

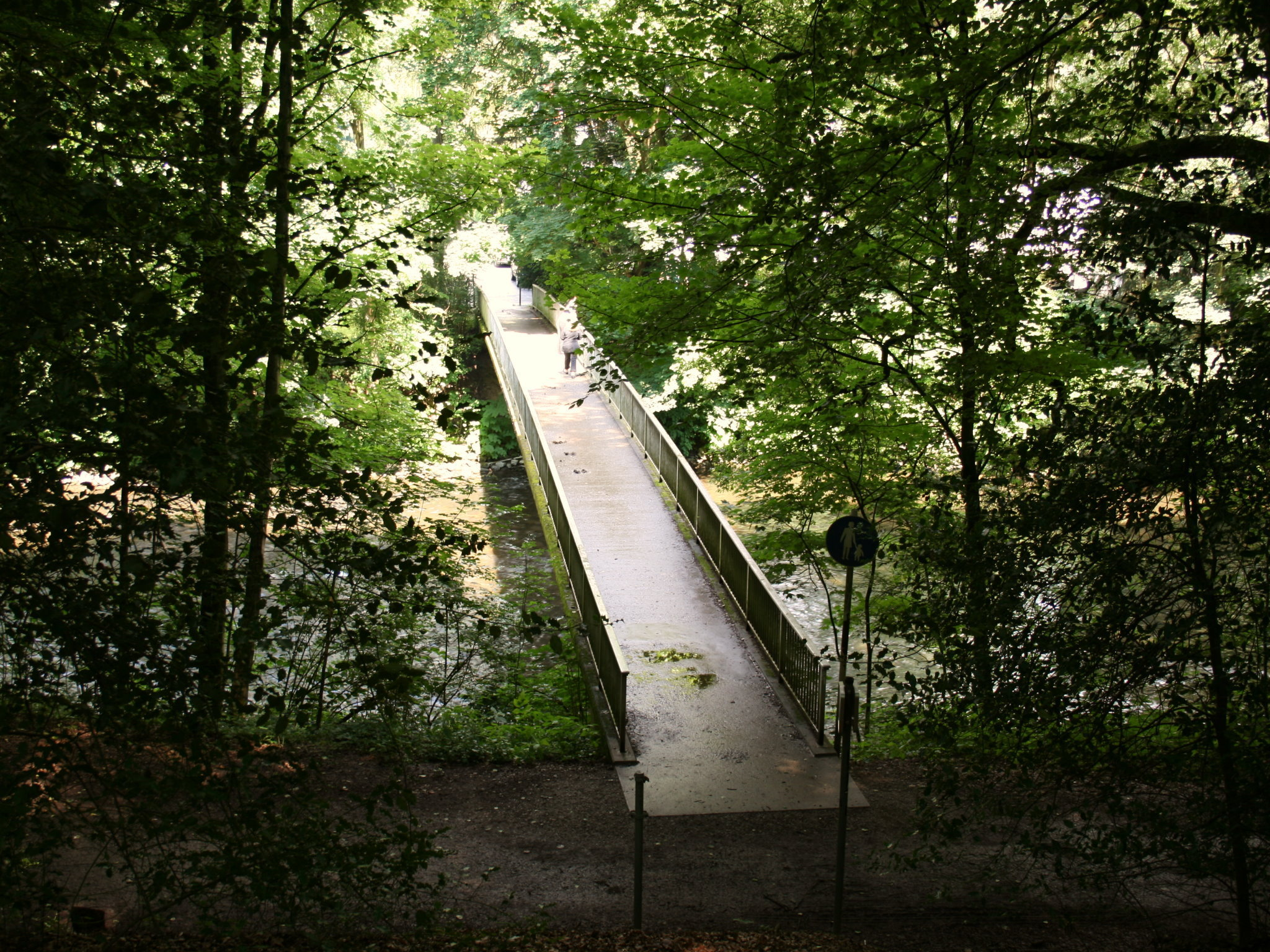
Wupperbrücke Friedrichsaue

Friedrichsaue befindet sich abgeschieden im äußersten Süden des Solinger Stadtbezirks Burg/Höhscheid. Der Ort liegt in der naturräumlichen Einheit Unteres Wuppertal direkt am Nordufer der Wupper, die die Stadtgrenze zu Leichlingen bildet. Einige Meter flussaufwärts befindet sich die Nachbarhofschaft Friedrichstal. In nordöstliche Richtung hin türmen sich die Wupperberge auf. Ebenfalls von Norden her fließt der Friedrichsauer Bach, der bei Friedrichshöhe entspringt und den Höhenzug in Richtung Wupper entwässert. Die Wupper bei Friedrichsaue wird von der kleinen Fußgängerbrücke Friedrichsaue überspannt.
Benachbarte Orte sind bzw. waren (von Nord nach West): Caspersfeld, Friedrichshöhe, Friedrichstal (alle zu Solingen), Kempen, Leysiefen, Nesselrath (alle zu Leichlingen) sowie Wipperkotten, Wippe und Hintenmeiswinkel (alle zu Solingen).

## Etymologie
Der Ortsname ist von dem alten Hofschaftsnamen Friedrichstal abgeleitet, der seit dem 15. Jahrhundert nachgewiesen ist. Eine Aue ist eine Flusswiese, dieser Ortsname kommt in Abwandlungen in Solingen mehrfach vor.

## Geschichte
Friedrichsaue ist seit dem ausgehenden 19. Jahrhundert auf Kartenwerken verzeichnet. Die Preußische Neuaufnahme von 1893 verzeichnet den Ort erstmals namentlich als Friedrichsaue. Diese Bezeichnung wurde im 20. Jahrhundert offizieller Straßenname in Solingen.
Der Ort gehörte im 19. Jahrhundert der Bürgermeisterei Höhscheid an, die 1856 zur Stadt erhoben wurde.
Mit der Städtevereinigung zu Groß-Solingen im Jahre 1929 wurde Friedrichsaue ein Ortsteil Solingens. Heute ist die Umgebung von Friedrichsaue durch mehrere Wanderwege zu beiden Seiten der Wupper erschlossen. So führt unter anderem die Verbindung vom Wipperkotten nach Rüden an dem kleinen Ort vorbei.